# La Barde
La Barde és un municipi francès situat al departament del Charente Marítim i a la regió de la Nova Aquitània. L'any 2007 tenia 419 habitants.

## Demografia

### Població
El 2007 la població de fet de La Barde era de 419 persones. Hi havia 187 famílies de les quals 53 eren unipersonals (34 homes vivint sols i 19 dones vivint soles), 80 parelles sense fills, 50 parelles amb fills i 4 famílies monoparentals amb fills.
La població ha evolucionat segons el següent gràfic:
Habitants censats

### Habitatges
El 2007 hi havia 235 habitatges, 189 eren l'habitatge principal de la família, 28 eren segones residències i 18 estaven desocupats. 229 eren cases i 4 eren apartaments. Dels 189 habitatges principals, 156 estaven ocupats pels seus propietaris, 27 estaven llogats i ocupats pels llogaters i 6 estaven cedits a títol gratuït; 12 tenien dues cambres, 23 en tenien tres, 62 en tenien quatre i 91 en tenien cinc o més. 149 habitatges disposaven pel capbaix d'una plaça de pàrquing. A 84 habitatges hi havia un automòbil i a 84 n'hi havia dos o més.

### Piràmide de població
La piràmide de població per edats i sexe el 2009 era:
| Homes | Edats   | Dones |
| ----- | ------- | ----- |
| 0     | 95 o +  | 0     |
| 0     | 90 a 94 | 0     |
| 0     | 85 a 89 | 4     |
| 4     | 80 a 84 | 4     |
| 16    | 75 a 79 | 8     |
| 8     | 70 a 74 | 16    |
| 12    | 65 a 69 | 8     |
| 20    | 60 a 64 | 32    |
| 16    | 55 a 59 | 4     |
| 12    | 50 a 54 | 12    |
| 8     | 45 a 49 | 16    |
| 20    | 40 a 44 | 8     |
| 12    | 35 a 39 | 16    |
| 0     | 30 a 34 | 8     |
| 20    | 25 a 29 | 8     |
| 8     | 20 a 24 | 4     |
| 8     | 15 a 19 | 8     |
| 4     | 10 a 14 | 0     |
| 16    | 5 a 9   | 4     |
| 0     | 0 a 4   | 4     |

## Economia
El 2007 la població en edat de treballar era de 244 persones, 175 eren actives i 69 eren inactives. De les 175 persones actives 158 estaven ocupades (91 homes i 67 dones) i 16 estaven aturades (5 homes i 11 dones). De les 69 persones inactives 36 estaven jubilades, 3 estaven estudiant i 30 estaven classificades com a «altres inactius».

### Ingressos
El 2009 a La Barde hi havia 184 unitats fiscals que integraven 417 persones, la mediana anual d'ingressos fiscals per persona era de 14.319 €.

### Activitats econòmiques
Dels 10 establiments que hi havia el 2007, 1 era d'una empresa de fabricació d'altres productes industrials, 4 d'empreses de construcció, 1 d'una empresa de comerç i reparació d'automòbils, 1 d'una empresa d'hostatgeria i restauració i 3 d'empreses de serveis.
Dels 5 establiments de servei als particulars que hi havia el 2009, 3 eren paletes, 1 guixaire pintor i 1 fusteria.
L'únic establiment comercial que hi havia el 2009 era una carnisseria.
L'any 2000 a La Barde hi havia 21 explotacions agrícoles que ocupaven un total de 486 hectàrees.

## Poblacions més properes
El següent diagrama mostra les poblacions més properes.